# Inozamin-fosfat amidinotransferaza
Inozamin-fosfat amidinotransferaza (EC 2.1.4.2, -arginin:inozamin-P-amidinotransferaza, inozamin-P amidinotransferaza, L-arginin:inozamin fosfat amidinotransferaza, inozamin-fosfatna amidinotransferaza) je enzim sa sistematskim imenom L-arginin:1-amino-1-dezoksi-scilo-inozitol-4-fosfat amidinotransferaza. Ovaj enzim katalizuje sledeću hemijsku reakciju
-arginin + 1-amino-1-dezoksi-scilo-inozitol 4-fosfat {\displaystyle \rightleftharpoons } L-ornitin + 1-guanidino-1-dezoksi-scilo-inozitol 4-fosfat
1D-1-guanidino-3-amino-1,3-didezoksi-scilo-inozitol 6-fosfat, streptamin fosfat i 2-dezoksistreptamin fosfat mogu takođe da deluju kao akceptori. Kanavanin može da bude donor.

## Literatura
- Nicholas C. Price; Lewis Stevens (1999). Fundamentals of Enzymology: The Cell and Molecular Biology of Catalytic Proteins (Third изд.). USA: Oxford University Press. ISBN 019850229X.
- Eric J. Toone (2006). Advances in Enzymology and Related Areas of Molecular Biology, Protein Evolution (Volume 75 изд.). Wiley-Interscience. ISBN 0471205036.
- Branden C; Tooze J. Introduction to Protein Structure. New York, NY: Garland Publishing. ISBN 0-8153-2305-0.
- Irwin H. Segel. Enzyme Kinetics: Behavior and Analysis of Rapid Equilibrium and Steady-State Enzyme Systems (Book 44 изд.). Wiley Classics Library. ISBN 0471303097.
- William P. Jencks (1987). Catalysis in Chemistry and Enzymology. Dover Publications. ISBN 0486654605.

## Spoljašnje veze
- Scyllo-inosamine-4-phosphate+amidinotransferase на 